# Осока просяна
Осока просяна, осока просовидна осока просоподібна або  (Carex panicea) — вид багаторічних трав'янистих рослин родини осокові (Cyperaceae).

## Опис
Сірувато- чи синювато-зелена, колоніальна, кореневищна рослина. Стебла слабо запушені, 14–75 см, із закругленими кутами або субциліндричні, гладкі. Листя: піхви світло-коричневого, завтовшки 3–6 мм; листові пластинки плоскі, 5,5–33 см × 1,4–4,7 мм. Найнижчий приквітник коротший суцвіття. Суцвіття 3,2–21 см. Маточкові луски темно-фіалкові. Мішечки 3–4 мм, із дзьобом менше 0,3(-0,5) мм. Сім'янки світло-коричневі, 1,8–2,9 × 1,3–1,9 мм. 2n = 32. Запилення вітром. Насіння розноситься вітром і водою.

## Поширення
Північна Африка: Марокко; Європа: Білорусь, Естонія, Латвія, Литва, Молдова, Росія, Україна, Австрія, Бельгія, Чехія, Німеччина, Угорщина, Нідерланди, Польща, Словаччина, Швейцарія, Данія, Фарерські острови, Фінляндія, Ісландія, Ірландія, Норвегія, Швеція, Сполучене Королівство, Албанія, Боснія і Герцеговина, Болгарія, Хорватія, Греція, Італія, Чорногорія, Румунія, Сербія, Словенія, Франція, Португалія, Іспанія; Азія: Вірменія, Азербайджан, Грузія, Киргизстан, Таджикистан, Росія, Іран, Ірак, Туреччина; Північна Америка: Гренландія; введений: північно-східне узбережжя США, східне узбережжя Канади, Сен-П'єр і Мікелон.
Населяє, як правило, мокрі, кислі й піщані пустки й болота, гірські припливи води.

## Галерея

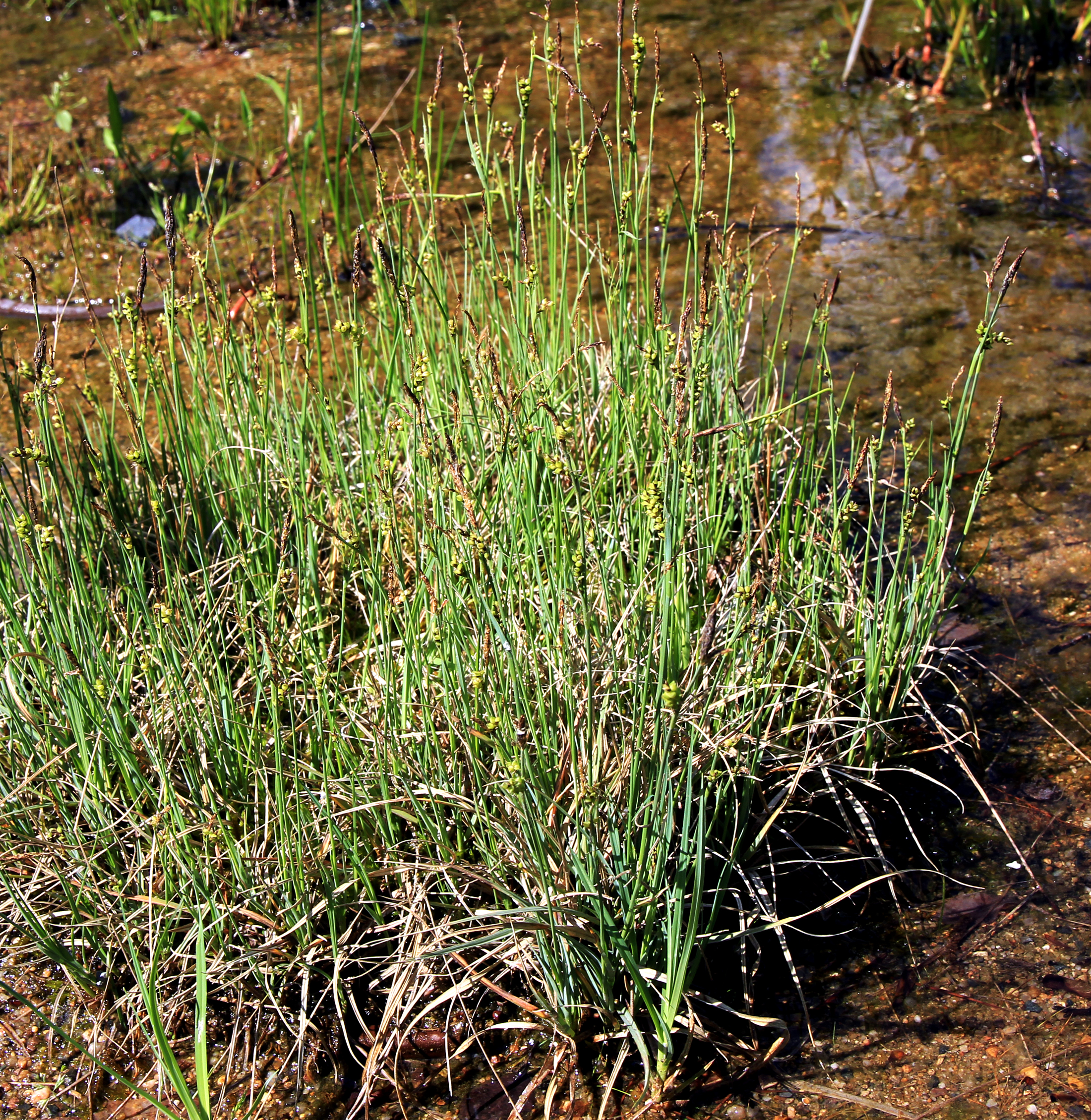
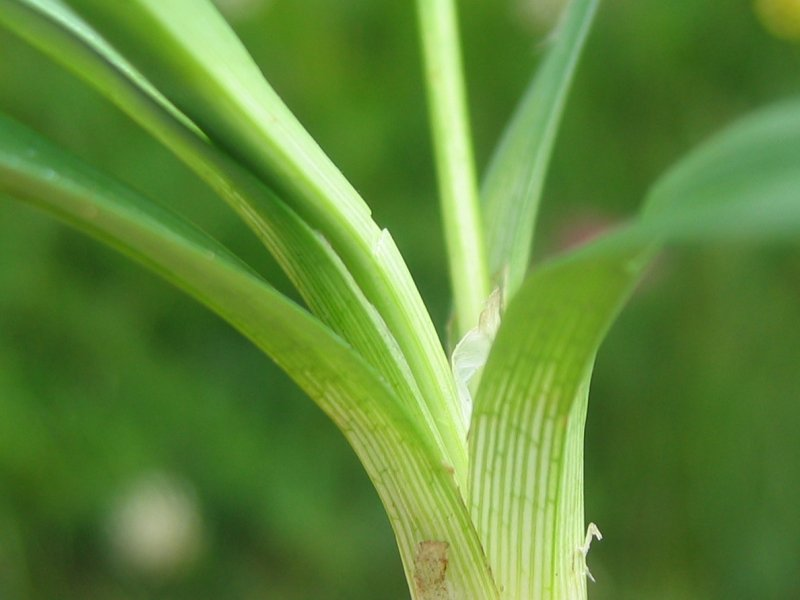
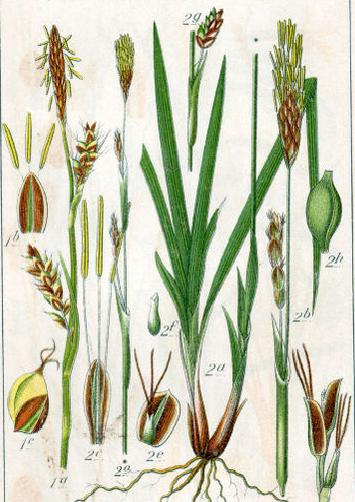